# Serrat d'Escala Grau
El Serrat d'Escala Grau és una serra situada al municipi d'Alt Àneu a la comarca del Pallars Sobirà, amb una elevació màxima de 2.093 metres.